# خائيل الثاني (بابا الإسكندرية)
خائيل الثاني، بابا الإسكندرية وبطريرك الكرازة المرقسية للأقباط الأرثوذكس رقم 53. وأقام بطريركاً سنة واحدة وأربعة أشهر و28 يوماً، في الفترة من 20 نوفمبر 849 حتى 17 أبريل 851 م، وتوفي. وخلا الكرسي بعده لمدة شهران و21 يوماً.